# Puchowicze (obwód homelski)
Puchowicze (biał. Пухавічы, Puchawiczy; ros. Пуховичи, Puchowiczi) – wieś na Białorusi, w obwodzie homelskim, w rejonie żytkowickim, w sielsowiecie Czyrwonaje, nad Jeziorem Czerwonym (Kniaź).

## Historia
W XIX i w początkach XX w. położone były w Rosji, w guberni mińskiej, w powiecie mozyrskim, w gminie Żytkowicze. Ludność, z powodu ukształtowania terenu uniemożliwiającego rolnictwo, trudniła się prawie wyłącznie rybołówstwem i obróbką ryb. Położenie wśród rozległych bagien utrudniało komunikację. Nie można było dojechać tu wozem, a podczas wiosennych roztopów jakikolwiek dojazd do wsi był niemożliwy. Komunikacja odbywała się głównie łodziami. Sytuacja ta zmieniła się po przeprowadzeniu prac kanalizacyjnych w II poł. XIX w.
Po I wojnie światowej pod administracją polską, w Zarządzie Cywilnym Ziem Wschodnich, w okręgu brzeskim, w powiecie mozyrskim, w gminie Żytkowicze.
W wyniku postanowień traktatu ryskiego znalazły się w granicach Związku Sowieckiego. Od 1991 w niepodległej Białorusi.